# 相沢朮
相沢 朮（あいざわ おけら、文政8年（1825年） - 明治37年（1904年）5月28日）は、幕末から明治時代の医師、歌人。本姓は石川。号は雪廼舎、雪渓。

## 経歴・人物
越後国に生まれる。歌人・相沢扇子の夫であり、弘化4年（1847年）に相沢家の養子となった。成田宗信に医学を、井上文雄や加藤千浪らに歌を学ぶ。嘉永6年（1853年）三河西尾藩侍医となった。著作に『脚気治験録』・『東京名所鑑』、歌集に『雪廼舎集』などがある。